# Матвеев, Иван Николаевич
Ива́н Никола́евич Матве́ев (2 ноября 1915, Оленичево, Астраханской губернии, Российская империя — 25 июля 1989, Киев, УССР) — советский киноактёр.

## Биография
Из крестьян, рано остался сиротой, воспитывался в детдоме. С 1928 года работал в сельхозкоммуне под Моздоком. В 1931 году отправился в Москву, где поступил на актёрский факультет Центрального техникума театрального искусства, окончив который в 1934 году, продолжил учёбу на актёрском факультете ГИТИСа, в 1938 году получил диплом актёра драматических театров.
Окончив ГИТИС, стал актёром Орехово-Зуевского городского драматического театра, где работал до 1940 года.
Участник Великой Отечественной войны. В июле 1941 года призван в действующую армию, был музыкантом и разведчиком-связистом во время обороны Киева, в 1941 году попал в немецкий плен.
После войны актёр продолжил сниматься в кино, но значительных ролей ему не давали, сказалось пребывание в плену. В 1947−1948 годах — артист Киевской студии «Укргастроль», с 1948 по 1954 год выступал на сцене Киевского русского драматического театра транспортников. С мая 1954 года работал по договорам в Укргосэстраде, затем стал штатным артистом Киностудии имени Довженко.
Умер в 1989 году. Похоронен на Лесном кладбище Киева.

## Творчество
Дебютировал в кино в 1937 году в роли Сеньки в фильме Ивана Пырьева «Богатая невеста». Затем последовал пекарь Уланов в «Моих университетах» и тракторист в «Трактористах».
В кино И. Матвеев исполнял небольшие характерно-комедийные роли. Среди лучших работ: Грицько («Девушка с маяка»), Степок («Мальва»), дед Карпо («Первый парень»), Хома-почтарь («Иванна»), Хоменко («Бурьян»), дед Грицко («Трембита»), Сидорин («Адъютант его превосходительства»), Тихон («Рождённая революцией»), Поликарп («Гамлет Щигровского уезда»), дед Миша («Депутатский час»).

## Избранная фильмография
- 1937 — «Богатая невеста» — Сенька
- 1939 — «Мои университеты» — пекарь Уланов
- 1939 — «Трактористы» — тракторист
- 1942 — «Александр Пархоменко» — кучер Махно
- 1945 — «В дальнем плавании» — эпизод
- 1946 — «Центр нападения» — эпизод
- 1952 — «Максимка» — матрос корвета «Богатырь» (нет в титрах)
- 1954 — «Земля» — музыкант (нет в титрах)
- 1956 — «Девушка с маяка» — Грицько
- 1956 — «Иван Франко» — Михаил Старицкий
- 1956 — «Мальва» — Степок
- 1956 — «Море зовёт» — рыбак-кок
- 1957 — «Гори, моя звезда» — шахтёр Коля
- 1957 — «Если бы камни говорили…» — Шушма
- 1958 — «Первый парень» — дед Карпо
- 1958 — «Обгоняющая ветер» — старый рыбак
- 1959 — «Иванна» — Хома-почтарь
- 1959 — «Это было весной» — эпизод
- 1961 — «Гулящая» — пономарь
- 1962 — «Чудак-человек» — сторож
- 1962 — Мы, двое мужчин — эпизод (в титрах не указан)
- 1963 — «Город — одна улица» — сторож клуба
- 1963 — «Звёздочка» (другое название «В огне закалённые»; новелла «Пилипко» — дед Пилипка
- 1963 — «Пчёлы и люди» (короткометражный) — эпизод
- 1964 — «Одиночество» — крестьянин
- 1964 — «Повесть о Пташкине» — рыбак
- 1966 — «Ярость» — солдат
- 1966 — «Бурьян» — Хоменко
- 1966 — «Восточный коридор» — подпольщик
- 1967 — «Зося» — эпизод
- 1967 — «Сергей Лазо» — эпизод
- 1967 — «Тихая Одесса» — Микола
- 1967 — «Цыган» — эпизод
- 1968 — «Трембита» — дед Грицко
- 1969 — «Адъютант его превосходительства» (телесериал) — Сидорин, сторож железнодорожного склада
- 1969 — «Ну и молодёжь!» — солдат
- 1969 — «Почтовый роман» — эпизод
- 1969 — «Сердце Бонивура» — Пётр Ласточкин
- 1969 — «Суровые километры» — Гирёв, шофёр
- 1970 — «Крутой горизонт» — эпизод
- 1970 — «Обратной дороги нет» (телесериал) — Григорий Данилович Стяжонок
- 1970 — «Севастополь» — матрос
- 1970 — «Секретарь парткома» (телефильм) — эпизод
- 1971 — «Дерзость» — эпизод
- 1971 — «Разрешите взлёт!» — дядя Паша
- 1972 — «Здесь нам жить» — эпизод
- 1973 — «До последней минуты» — эпизод
- 1973 — «Дума о Ковпаке» — эпизод
- 1973 — «Старая крепость» (телесериал) — отец
- 1973 — «Новоселье» — эпизод
- 1974 — «Гуси-лебеди летят» — Шевчик
- 1974 — «Любовь земная» — представитель коминтерна
- 1974 — «Рейс первый, рейс последний» — дед
- 1974—1977 — «Рождённая революцией» (телесериал) — Тихон
- 1975 — «Вы Петьку не видели?» — эпизод
- 1975 — «Гамлет Щигровского уезда» (телесериал) — Поликарп
- 1975 — «Звезда пленительного счастья» — слуга в доме Раевских
- 1975 — «Канал» — эпизод
- 1975 — «Мои дорогие» — хлебороб
- 1975 — «На ясный огонь» — дежурный по станции
- 1975 — «Небо—земля—небо» — эпизод
- 1976 — «Встретимся у фонтана» — эпизод
- 1976 — «Праздник печёной картошки» — эпизод
- 1976 — «Преступление» — эпизод
- 1977 — «Право на любовь» — крестьянин
- 1977 — «Тачанка с юга» — сторож-дозорный в селе
- 1979 — «Расколотое небо»
- 1979 — «Ждите связного» — эпизод
- 1979 — «Поезд чрезвычайного назначения» — эпизод
- 1979 — «Соседи» — дед
- 1979 — Безответная любовь — эпизод
- 1980 — «Депутатский час» — дед Миша
- 1980 — «Платон мне друг» — эпизод
- 1982 — «Инспектор Лосев» (телесериал) — Ваня
- 1983 — «Зелёный фургон»(телефильм) — крестьянин
- 1983 — «На вес золота» — эпизод
- 1984 — «Благие намерения» — сторож
- 1985 — «Батальоны просят огня» — солдат
- 1985 — «По зову сердца» — эпизод
- 1986 — «Обвиняется свадьба» — Николай Федорович, дедушка невесты
- 1990 — Распад